# جرتي كوري
جرتي تيريزا كوري (بالألمانية: Gerty Cori)‏ ‏ (1957-1896) هي عالمة كيمياء حيوية تشيكية أمريكية، تُعتبر ثالث امرأة وأول أمريكية تفوز بجائزة نوبل في العلوم، وأول امرأة تحصل على جائزة نوبل في الطب أو علم وظائف الأعضاء.
وُلدت جرتي في براغ تحت اسم جرتي تيريزا رادنيتز، وكلمة «جرتي» ليست لَقب بل هوَ اسم سفينة حربية نمساوية. نشأت جرتي في الفترة التي كانت تعاني فيها النساء من التهميش في مجال العلوم، ودرست جرتي في كلية الطب في جامعة كارلوفا في براغ، وتخرجت منها عام 1920، وفي الكلية تعرفت على كارل كوري الذي تزوجته في نفس عام التخرج. وبسبب تدهور الأوضاع في أوروبا في أثناء الحرب العالمية الأولى قرر الزوجين الانتقال للعيش في الولايات المتحدة، وبعد الانتقال عانت جرتي من صعوبة الحصول على فرصة عمل وخصوصاً مع منع عمل المتزوجين غير الأمريكيين المتزوجين معاً، ولكن بالرغم من هذه الظروف فقد نشرت جرتي وزوجها عدد من الأوراق البحثية المنفردة والمشتركة.
بالتشارك مع زوجها كارل وعالم وظائف الأعضاء الأرجنتيني برناردو هوساي تلقت جرتي جائزة نوبل في الطب أو علم وظائف الأعضاء عام 1947، وذلك لاكتشافهم «كيفية التحول التحفيزي للغلايكوجين» المعروفة باسم دورة كوري، كما ساهمت في تحديد أحد المركبات الوسطية المُهمة المُسمى إستر كوري، وفي عام 2004 اعترفت الجمعية الكيميائية الأمريكية بأبحاث جرتي وكارل حول أيض الكربوهيدرات وتم اعتبارها حدث تاريخي وطني كيميائي هام في كلية الطب في جامعة واشنطن.
في عام 1957 تُوفيت جرتي بعد صراع دام عشر سنوات مع سرطان التليف النقوي، وقد استمرت بنشاطها العلمي حتى الأشهر الأخيرة من وفاتها. وتلقت العديد من الجوائز والأوسمة لاكتشافاتها المُهمة، كما سُميت إحدى الفوهات على القمر باسمها، وأُخرى أيضاً على كوكب الزهرة.

## الحياة والعمل
وُلدت جرتي تيريزا رادنيتز في عائلة يهودية في مدينة براغ في 15 أغسطس 1896، ووالدها هوَ الكيميائي أوتو رادنيتز، والذي أصبح مدير معامل تكرير السكر بعد اختراعه وسيلة ناجحة لتكرير السكر، ووالدتها هيَ مارثا فاينر، امرأة مثقفة وكانت صديقة للكاتب فرانس كافكا. دَرست جرتي في المنَزل قبل تسجيلها في المدرسة الداخلية الثانوية للبنات عام 1906، وعندما بلغت 16 عاماً قررت جرتي بأنها تُريد أن تصبح طبيبة، فعملت على دراسة العُلوم، ثم اكتشفت أنهُ ينقصها القواعد الأساسية في اللغة اللاتينية والفيزياء والكيمياء والرياضيات، فعملت جرتي على مدار السنة على دراسة هذه الأمور، فاستطاعت خلال السنة دراسة ما يُعادل 8 سنوات في اللغة اللاتينية، و5 سنوات في العلوم، و5 سنوات في الرياضيات.
عملَ عم جرتي (أستاذ في طب الأطفال) على تشجيعها لدخول كلية الطِب، فبدأت جرتي بالدراسة بهدف اجتياز امتحان القبول الجامعي، وفي عام 1914 اجتازت جرتي امتحان القبول وبدأت في الدراسة بكلية الطب في جامعة كارلوفا في براغ، وفي تلك الفترة كان دراسة فتاة في كُلية الطب أمر غير اعتيادي، وفي أثناء دراستها التقت جرتي بكارل كوري الذي سرعان ما انجذبَ لها لحيويتها وروح الدعابة لديها وحُبها لتسلق الجبال. دخلت جرتي وكارل كلية الطب في عمر 18 عاماً وتخرجا منها عام 1920، وتزوجا في نفس سنة التخرج. غيرت جرتي ديانتها إلى الكاثوليكية حتى يتسنى لها ولكارل الزواج في الكنسية الرومانية الكاثوليكية، وبعد الزواج انتقلا للعيش في فيينا في النمسا، وفي تلك الأثناء عملت جرتي لمدة سنتين في مستشفى كارولينين للأطفال، وعمل زوجها في المُختبر الخاص بالمستشفى. في نفس الوقت عملت جرتي على إجراء تجارب على تنظيم درجة الحرارة والمقارنة بين درجة الحرارة قبل وبعد علاج الغدة الدرقية، كما نشرت عدة أوراق حول اضطرابات الدم.
في أثناء الحرب العالمية الأول خدم كارل في الجيش النمساوي، ومع صعوبة الحياة في أعقاب الحرب العالمية الأولى عانت جرتي من جفاف الملتحمة الناجم عن سوء التغذية الحاد بسبب نقص الغذاء، ونتيجة لازدياد معادة السامية ومرض جرتي قرر كارل وجرتي مغادرة أوروبا، وفي عام 1922 انتقلت جرتي وكارل إلى الولايات المتحدة الأمريكية (ولكن جاء انتقال جرتي بعد كارل بستة أشهر نتيجة وجود صعوبات في الحصول على العمل) لمتابعة البحوث الطبية في «المعهد الدولي لدراسة الأمراض الخبيثة» (حالياً معهد روزويل بارك للسرطان) في بوفالو في نيويورك، وفي عام 1928 حصل كل من جرتي وكارل على الجنسية الأمريكية. هدد مدير المعهد الدولي جرتي بإقالتها في حال لم تتوقف عن إجراء البحوث التشاركية مع زوجها، لكنها واصلت العمل مع كارل بالخفاء، ومن ثم حافظت على عملها بالمعهد.
اهتم جرتي وكارل بالأبحاث حولَ أيض الكربوهيدرات، وقد اهتما بشكل خاص في آلية حدوث أيض الجلوكوز في الإنسان والهرمونات المسؤولة عن تنظيم هذه العملية، فنشرَا 50 ورقة بحثية أثناء عمل جرتي في المعهد، مع نسب كل ورقة إلى الشخص الذي قام بمعظم الأبحاث حول الورقة البحثية، فكان من نصيب جرتي 11 ورقة بحثية. وفي عام 1929 اقترحا دورة كوري التي أكسبتهم جائزة نوبل فيما بعد، وتَصِف هذه الدورة كيفية استخدام الجسم البشري للتفاعلات الكيميائية لتكسير بعض أنواع الكربوهيدرات مثل الغلايكوجين إلى حمض اللبنيك، في حين يقوم الجسم بعمليات تصنيع أخرى في نفس الوقت.
في عام 1931 وبعد نشر أعمالهم حول أيض الكربوهيدرات غادر جرتي وكارل العمل في معهد روزويل، وفي ذلك الوقت قدمت عدد من الجامعات عملاً لكارل مع رفض توظيف جرتي، وفي إحدى المقابلات في واحدة من الجامعات تم إخطار جرتي بأنَّه من غير مسموح لغير الأمريكيين المتزوجين العمل معاً، وفي نفس الوقت رفض كارل العمل في جامعة بافالو لعدم سماحها بعمله مع زوجته.

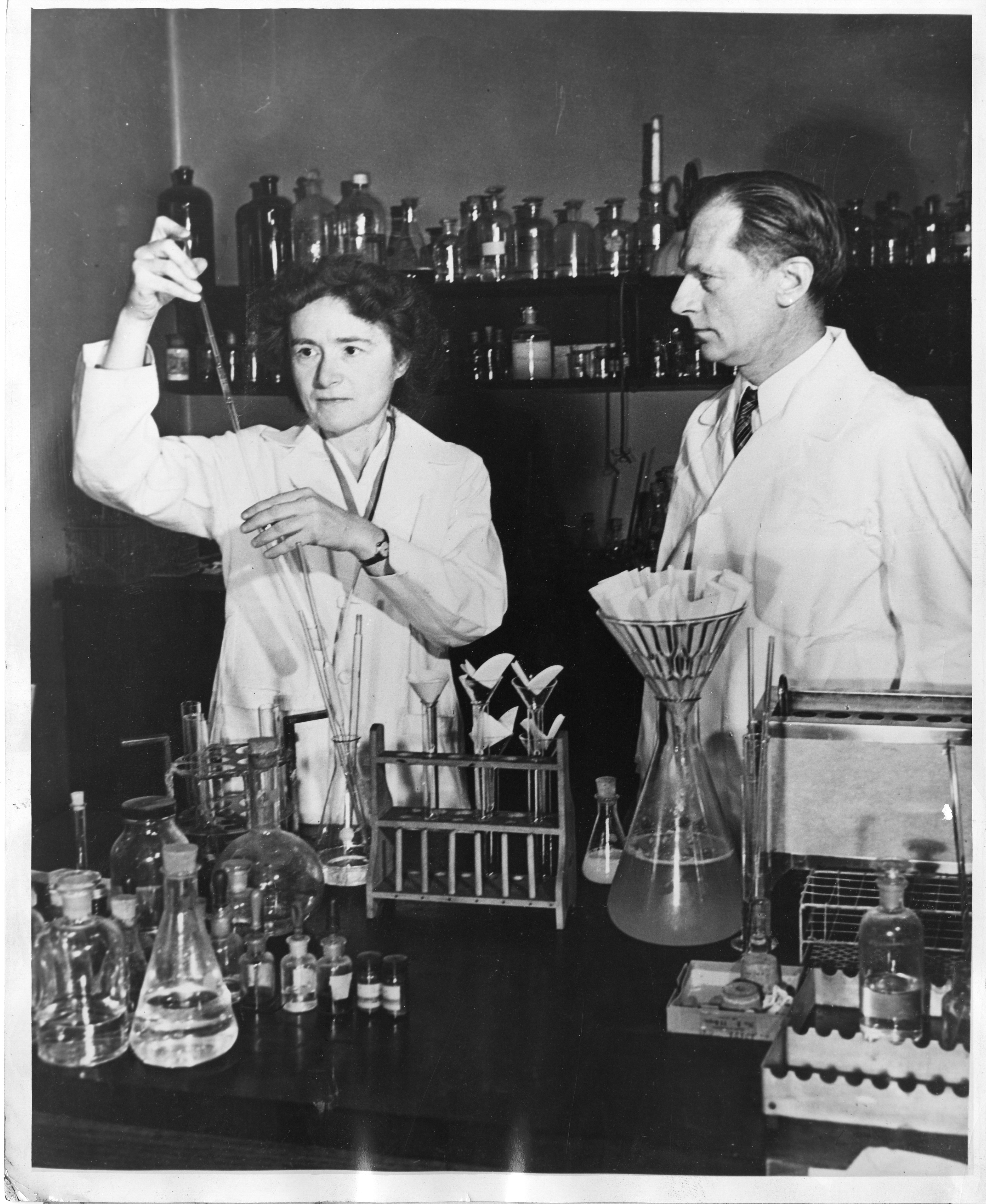
جرتي كوري مع زوجها كارل كوري في عام 1947

وفي نفس العام، انتقل جرتي وكارل إلى مدينة سانت لويس في ولاية ميزوري للعمل في جامعة واشنطن التي قدمت عملاً لهُما مع منصب وراتب منخفض لجرتي مقارنةً بزوجها كارل، وبالرغم من الخلفية البحثية العالية لجرتي إلا أنَّ الجامعة قدمت لها منصب باحث مساعد وراتب يساوي عُشر راتب زوجها، وتم تنبيهها أنه في حال اعتراضها قد تَضر بعمل زوجها. قدم المستشار في جامعة واشنطن آرثر كومبتون عرضاً خاصاً بجرتي لكي تشغل منصب جديد في الجامعة رافضاً مبدأ المحاباة والمحسوبية في الجامعة، ولكن بالرغم من ذلك اضطرت جرتي للانتظار 13 عاماً لتبلغ نفس منصب وراتب زوجها، وفي عام 1943 أصبحت جرتي أستاذ مساعد في الأبحاث البيولوجية الكيميائية والصيدلية، وقبل أشهر من حصولها على جائزة نوبل تمت ترقيتها إلى منصب أستاذ والذي استمرت فيه حتى وفاتها عام 1957.
استمر جرتي وكارل بالتعاون مع جامعة واشنطن، وأثناء عملهما على عضلة ضفدع مهروس اكتشفا مركب وسيط يساعد في تكسير الغلايكوجين يُسمى غلوكوز 1-فوسفات والذي يُسمى حالياً «إستر كوري»، ثم عملا على تحديد بُنية المُركب وتحديد إنزيم الفسفوريلاز المسؤول عن تحفيز التكون الكيميائي للمركب، وبينّا أنَّ إستر كوري هو الخطوة الأولى نحو تحول الغلايكوجين إلى جلوكوز، وأيضاً يمكن اعتباره الخطوة الأخيرة نحو تحول الجلوكوز إلى غلايكوجين (خطوة قابلة للعكس)، وقامت جرتي أيضاً بدراسة مرض اختزان الغلايكوجين وتحديد أربعة أشكال له على الأقل كل منها مُرتبط بخلل في إحدى الإنزيمات، وتعتبر جرتي أول من بينَ أنَّ الخلل في إحدى الإنزيمات قد يؤدي إلى حدوث أمراض وراثية بشرية.
طوال فترة حياتهما تعاونَ جرتي وكارل كوري في الكثير من الأبحاث، ومن بينها البحث المتعلق باكتشاف «كيفية التحول التحفيزي للغلايكوجين» والذي أكسبهما جائزة نوبل في الطب أو علم وظائف الأعضاء عام 1947، وقد تلقيا نصف الجائزة، والنصف الآخر ذهب إلى عالم علم الأعضاء الأرجنتيني برناردو هوساي لاكتشافه «دور هرمونات الغدة النخامية في تنظيم نسبة السكر (الجلوكوز) في الدم»، وقد ساعدت هذه الاكتشافات على حدوث تطور هائل في العلاجات الخاصة بمرضى السُكري.

## الجوائز والتقديرات

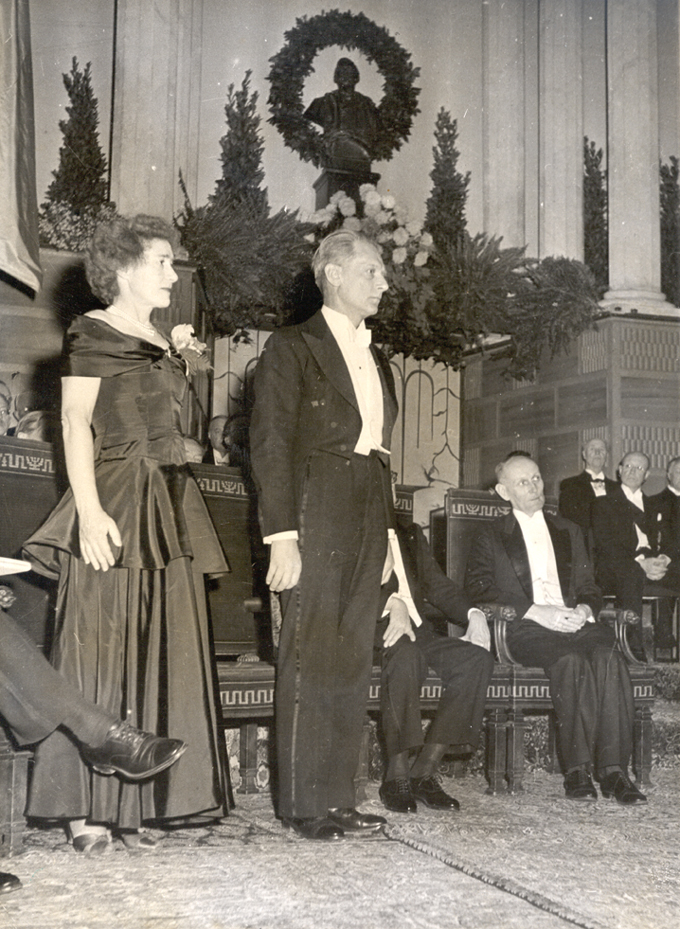
جرتي وكارل كوري أثناء حصولهما على جائزة نوبل في ستوكهولم في 10 ديسمبر 1947

في عام 1947 أصبحت جرتي ثالث امرأة وأول أمريكية تفوز بجائزة نوبل في العلوم، وأول امرأة تحصل على جائزة نوبل في الطب أو علم وظائف الأعضاء، وفي عام 1953 تم اختيارها كزميل للأكاديمية الأمريكية للفنون والعلوم.
اعتبرت الجمعية الكيميائية الأمريكية مُختبر جرتي وكارل في جامعة واشنطن والذي لا تتجاوز مساحته 25 قدم مربع معلم تاريخي وطني هام، ولم يكتفِ كارل وجرتي بإجراء البحوث في هذا المُختبر، بل قاما بإرشاد ومساعدة عدد كبير من العُلماء فيه، ستة منهم تأهلو للفوز بجائزة نوبل.

طابع جرتي كوري البريدي.

تمت تسمية إحدى الفوهات القمرية وإحدى الفوهات على كوكب الزهرة باسم «فوهة كوري» تكريماً لجرتي، وقد تشاركت جرتي وزوجها بنجمة في ممر الشهرة في سانت لويس.
تُعتبر جرتي وكارل من أواخر الأعضاء الرحلين في الجمعية الأمريكية للكيمياء الحيوية والبيولوجيا الجزيئية وَالأكاديمية الوطنية للعلوم وَالجمعية الكيميائية الأمريكية وَالجمعية الأمريكية للفلسفة، وفي عام 1946 قدمت الجمعية الكيميائية الأمريكية إليهما جائزة الوسط الغربي، وفي عام 1947 حصلا على جائزة سكويب في علم الغدد الصم، وبالإضافة لذلك تلقت جرتي كوري وسام جارفان-أولين (1948) وجائزة سانت لويس (1948) وجائزة بحوث السكر (1950) وجائزة بوردن (1951) وحصلت على درجة الدكتوراه الفخرية في العلوم من جامعة بوسطن (1948) وكلية سميث (1949) وجامعة ييل (1951) وجامعة كولومبيا (1954) وجامعة روتشستر (1955). وقد تلقى كارل (عضو في الجمعية الملكية (لندن) وعضو في الجمعية الأمريكية لتقدم العلوم) ميدالية جيبس ويلارد (1948) وجائزة المؤسسة لبحوث السكر (1947 وَ1950) وحصل على درجة الدكتوراه الفخرية في العلوم من جامعة كيس وسترن ريسرف (1946) وجامعة ييل (1946) وجامعة بوسطن (1948) وجامعة كامبريدج (1949)، كما كان رئيس المؤتمر الدولي الرابع للكيمياء في فيينا (1958).
وفي أبريل عام 2008 تم تكريم جرتي كوري بإصدار الخدمة البريدية للولايات المتحدة طابع بريد يحمل اسمها، وفي أثناء توزيع الطابع أبلغت وكالة الأنباء الأمريكية أسوشيتد برس عن وجود خطأ مطبعي في الصيغة الكيميائية للغلوكوز 1-فوسفات (إستر كوري)، ولكنَ عملية توزيع الطابع استمرت على الرغم من الخطأ المطبعي فيه.
تم وصف جرتي في «ورقة العلماء الأمريكيين» على أنها:
| جرتي كوري | الكيميائية جرتي كوري (1896-1957) وبالتعاون مع زوجها كارل، قاما باكتشافات مهمة تضمنت اكتشاف مُشتق جديد للجلوكوز والذي يوضح خطوات أيض الكربوهيدرات ويساهم في فَهم وعلاج مرض السُكري والأمراض الأيضية الأُخرى. في عام 1947 تلقى الزوجان نصف جائزة نوبل في الطب أو علم وظائف الأعضاء | جرتي كوري |

وقد تضمنت هذه الورقة عدد من العلماء مِثل الكيميائي لينوس باولنغ، وَالفلكي إدوين هابل، وَالفيزيائي جون باردين.
وفي عام 1952 تم تعيين جرتي من قبل الرئيس الأمريكي الثالث والثلاثين هاري ترومان كعضو في مجلس إدارة الأكاديمية الوطنية للعلوم، وهو المنصب الذي شغلته حتى وفاتها، وفي عام 1949 مُنحت نتيجة لمساهماتها الكبيرة والهامة عضوية وطنية فخرية في بي سيغما أيوتا، وفي عام 2004 اعترفت الجمعية الكيميائية الأمريكية بأبحاث جرتي وكارل حول أيض الكربوهيدرات كحدث تاريخي وطني كيميائي هام في كلية الطب في جامعة واشنطن.
وفي الفترة ما بين 2015-2016 أطلقت وزارة الطاقة الأمريكية اسم «كوري» على أحدث الحواسيب الفائقة الخاصة بمركز الأبحاث الوطنية للطاقة الحاسوبية العلمية (إن أي آر إس سي-8).

## السنوات الأخيرة
قبل الفوز بجائزة نوبل وبينما كان كارل وجرتي في رحلة تسلق الجبال، عَلِم كارل أنَّ جرتي مُصابة بسرطان التليف النقوي، ويعتقد أنَّ سبب هذا المرض هو تعرضها للأشعة السينية خلال فترة عملها في المعهد الدولي لدراسة الأمراض الخبيثة. وفي هذه الفترة استمرت جرتي بمكافحة المرض والعطاء العلمي، حيثُ لم تتوقف عن عطائِها حتى الأشهر الأخيرة قبل وفاتها، وفي عام 1957 تُوفيت جرتي في منزلها، وتم حرق جثتها فيما بعد ونُثر رمادها، وفي وقتٍ لاحق أقام ابنها نصب تذكاري لها ولزوجها كارل في مقبرة بلفونتين في سانت لويس في ولاية ميزوري.
عاشت جرتي حياتها مع زوجها كارل وطفلهما الوحيد توم والذي تزوج ابنة عضو في الحزب الجمهوري فيليس شلافلي.
وفي عام 1960 تزوج كارل مرة أُخرى من آن فيتزجيرالد جونز، وبعد ذلك انتقلا للعيش في بوسطن، واستمر كارل في التدريس في كلية الطب في جامعة هارفارد حتى وفاته عام 1984.

## التسلسل الزمني

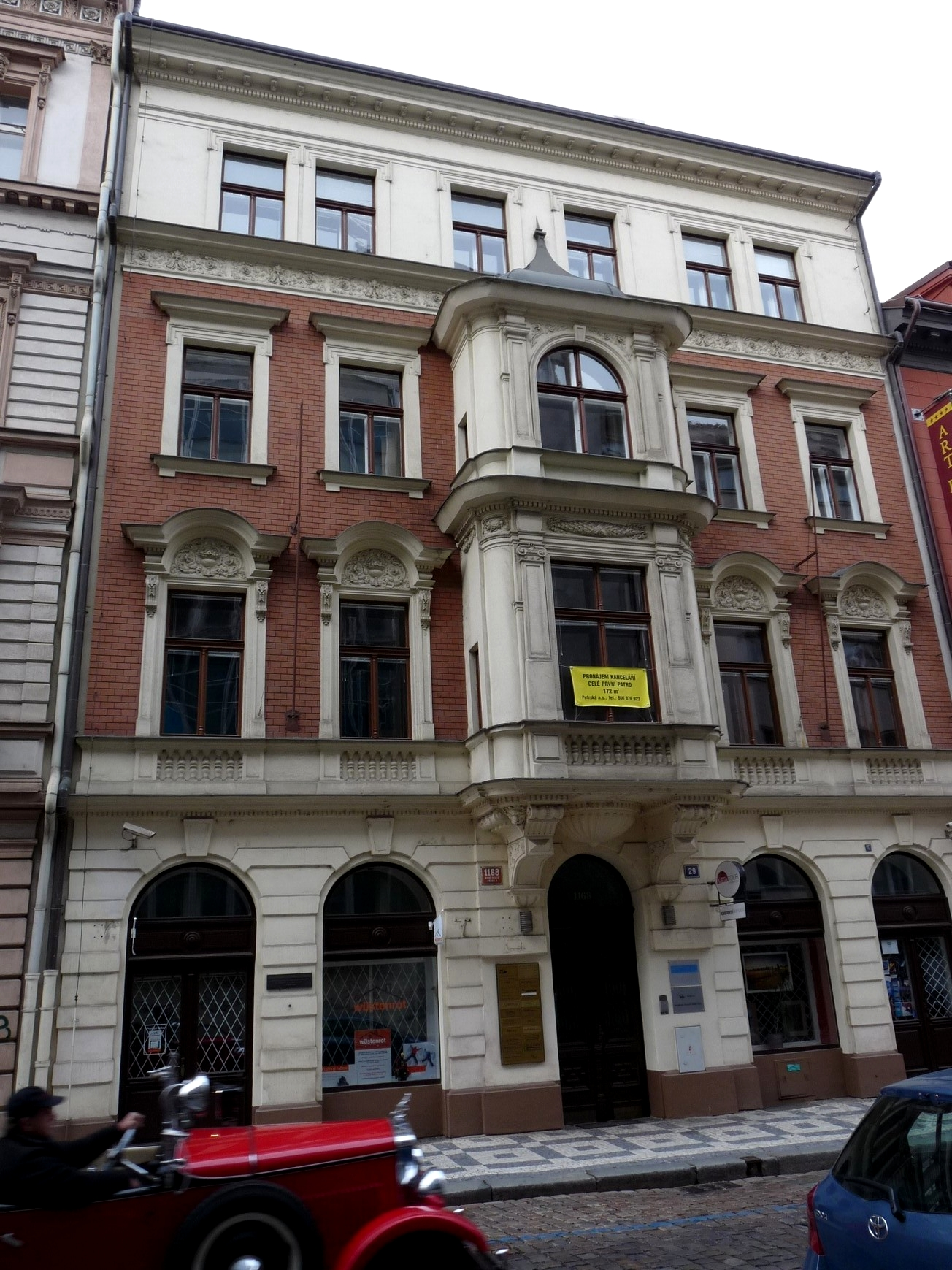
مَسقط رأس جرتي في براغ

جزيء غلوكوز 1-فوسفات (إستر كوري)

يستعرض هذا القسم أبراز الأحداث في حياة جرتي، وهي كالتالي:
- 1896: وُلدت جرتي في براغ، ووالدها هوَ أوتو رادنيتز ووالدتها هيَ مارثا فاينر.
- 1906: التحقت جرتي بالمدرسة الداخلية الثانوية للبنات.
- 1914: التحق بكلية الطب في جامعة كارلوفا في براغ.
- 1920: تخرجت جرتي من الكلية بدرجة الدكتوراة في الطب، وتزوجت من زميلها كارل كوري.
- 1922: انتقلت جرتي مع زوجها إلى الولايات المتحدة الأمريكية بسبب سوء الأوضاع في أوروبا.
- 1922: بدأت جرتي بالعمل في المعهد الدولي لدراسة الأمراض الخبيثة، حيث كانت مساعدة اختصاصي علم الأمرض.
- 1928: حصلت جرتي وزوجها على الجنسية الأمريكية.
- 1929: اقترحت جرتي وزوجها نظرية دورة كوري، التي تَصف كيفية استخدام الجسم البشري للتفاعلات الكيميائية لتكسير بعض أنواع الكربوهيدرات إلى حمض اللبنيك.
- 1931: انتقلت جرتي وزوجها إلى مدينة سانت لويس، وعملت جرتي باحث مساعد في جامعة واشنطن.
- 1946: قدمت الجمعية الكيميائية الأمريكية لجرتي جائزة الوسط الغربي.
- 1947: حصلت جرتي وزوجها على جائزة نوبل في الطب أو علم وظائف الأعضاء عن دورة كوري.
- 1948: حصلت جرتي على وسام جارفان-أولين.
- 1950: حصلت جرتي على جائزة بحوث السكر من الأكاديمية الوطنية للعلوم.
- 1952: تم تعيين جرتي من قبل الرئيس الأمريكي هاري ترومان كعضو في مجلس إدارة الأكاديمية الوطنية للعلوم.
- 1957: توفيت جرتي عن عمر يناهز 61 عاماً بسبب إصابتها بسرطان التليف النقوي.

### باللغة العربية
- أحمد بن حامد الغامدي (11 أكتوبر 2006). "جوائز نوبل هل يتم توريثها؟". جريدة الحياة. مؤرشف من الأصل في 01 ديسمبر 2016. اطلع عليه بتاريخ 30 نوفمبر 2016. {{استشهاد ويب}}: تحقق من التاريخ في: |تاريخ= (مساعدة)
- وكالة أخبار (15 يناير 2008). "Stamp Honoring Biochemist Bears Error". مؤرشف من الأصل في 2018-11-05. اطلع عليه بتاريخ 2010-06-17. {{استشهاد ويب}}: النص "ناشرأخبار فوكس" تم تجاهله (مساعدة)
- "جرتي كوري." أخبارك.نت. مؤرشف من الأصل في 2018-02-21. اطلع عليه بتاريخ 2016-11-30.
- سامح جميل (15 أغسطس 2016). "في مثل هذا اليوم.. ميلاد جرتي كوري". الأقباط متحدون - المصريون متحدون. مؤرشف من الأصل في 01 ديسمبر 2016. اطلع عليه بتاريخ 30 نوفمبر 2016. {{استشهاد ويب}}: تحقق من التاريخ في: |تاريخ= (مساعدة)
- رحمة ضياء (27 ديسمبر 2014). "أشهر قصص زواج شارك فيها الطرفان النجاح". اليوم السابع. مؤرشف من الأصل في 01 ديسمبر 2016. اطلع عليه بتاريخ 30 نوفمبر 2016. {{استشهاد ويب}}: تحقق من التاريخ في: |تاريخ= (مساعدة)
- محمد شنح (9 أكتوبر 2014). "على شرف "نوبل".. 4 أزواج نالوا الجائزة في 3 أفرع". بوابة الوطن الإلكترونية الشاملة. مؤرشف من الأصل في 01 ديسمبر 2016. اطلع عليه بتاريخ 30 نوفمبر 2016. {{استشهاد ويب}}: تحقق من التاريخ في: |تاريخ= (مساعدة)

### باللغة الإنجليزية
1. ↑  Gerty Cori نسخة محفوظة 04 نوفمبر 2016 على موقع واي باك مشين.
2. 1 2 3 4  Marilyn Bailey Ogilvie (16 Dec 2003). The Biographical Dictionary of Women in Science: Pioneering Lives From Ancient Times to the Mid-20th Century (بالإنجليزية). Routledge. Vol. 1. p. 292. ISBN:978-1-135-96342-2. OCLC:174736794. OL:34099M. QID:Q28721132.
3. ↑   http://www.nasonline.org/member-directory/deceased-members/20000986.html. اطلع عليه بتاريخ 2018-02-25. {{استشهاد ويب}}: |url= بحاجة لعنوان (مساعدة) والوسيط |title= غير موجود أو فارغ (من ويكي بيانات) (مساعدة)
4. ↑   http://www.nsf.gov/about/history/overview-50.jsp. اطلع عليه بتاريخ 2017-08-11. {{استشهاد ويب}}: |url= بحاجة لعنوان (مساعدة) والوسيط |title= غير موجود أو فارغ (من ويكي بيانات) (مساعدة)
5. ↑   https://www.nsf.gov/nsb/members/former.jsp. اطلع عليه بتاريخ 2019-02-22. {{استشهاد ويب}}: |url= بحاجة لعنوان (مساعدة) والوسيط |title= غير موجود أو فارغ (من ويكي بيانات) (مساعدة)
6. 1 2 3 4  "Gerty Theresa Cori". مؤرشف من الأصل في 2019-04-06. اطلع عليه بتاريخ 2016-12-01.
7. 1 2 3 4 5 6 7 8 9 10 11  Shepley، Carol Ferring (2008). Movers and Shakers, Scalawags and Suffragettes: Tales from Bellefontaine Cemetery. St. Louis, MO: Missouri History Museum.
8. 1 2 3 4 5 6 7 8 9 10  "The Nobel Prize in Physiology or Medicine 1947". Nobelprize.org. مؤرشف من الأصل في 2018-08-07. اطلع عليه بتاريخ 2010-06-17.
9. ↑  "List of craters on Venus". مؤرشف من الأصل في 2016-04-21. اطلع عليه بتاريخ 2016-11-30.
10. 1 2 3  "Biography Of Gerty Theresa Cori – Childhood, Life And Legacy Of Gerty Theresa Cori". مؤرشف من الأصل في 2018-04-29. اطلع عليه بتاريخ 2016-12-01.
11. 1 2 3  Larner، Joseph (1992). "Gerty Theresa Cori". National Academy of Sciences. ص. 113, 124, 125. مؤرشف من الأصل في 2016-06-13. اطلع عليه بتاريخ 2010-06-17.
12. ↑  Gerty Theresa Radnitz Cori نسخة محفوظة 04 نوفمبر 2016 على موقع واي باك مشين.
13. 1 2 3 4  Chemical Heritage Foundation. "Flying, Hopping and Rolling". hemheritage.org. مؤرشف من الأصل في 2016-03-03. اطلع عليه بتاريخ 2010-06-17.
14. 1 2 3  National Library of Medicine. "Dr. Gerty Theresa Radnitz Cori". nih.gov. مؤرشف من الأصل في 2016-03-10. اطلع عليه بتاريخ 2010-06-17.
15. ↑  "Gerty Theresa Radnitz Cori (1896-1957) and Carl Ferdinand Cori (1896-1984) 1947". Smithsonian Institution Archives. Smithsonian Institution. مؤرشف من الأصل في 2017-07-28. اطلع عليه بتاريخ 2013-07-23.
16. ↑  Washington University School of Medicine, St. Louis, Missouri. "Gerty Theresa Cori (1896–1957)". Bernard Becker Medical Library. مؤرشف من الأصل في 2018-10-19. اطلع عليه بتاريخ 2010-06-17.{{استشهاد ويب}}:  صيانة الاستشهاد: أسماء متعددة: قائمة المؤلفين (link)
17. 1 2  Washington University School of Medicine. "Gerty Theresa Cori (1896-1957)". Bernard Becker Medical Library. مؤرشف من الأصل في 2018-10-19. اطلع عليه بتاريخ 2010-06-24.
18. ↑  "Carl Ferdinand & Gerty Theresa Cori". nobel-winners.com. مؤرشف من الأصل في 2017-12-25. اطلع عليه بتاريخ 2010-06-17.
19. ↑  Rothenberg، Marc (2000). The history of science in the United States : an encyclopedia (ط. [Online-Ausg.].). New York: Garland. ISBN:0815307624. مؤرشف من الأصل في 2020-01-05.
20. ↑  Smeltzer، Ronald K. (2013). Extraordinary Women in Science & Medicine: Four Centuries of Achievement. The Grolier Club.
21. ↑  "Facts on the Nobel Prize in Physiology or Medicine". Nobelprize.org. مؤرشف من الأصل في 2013-05-31. اطلع عليه بتاريخ 2010-06-22.
22. ↑  "Book of Members, 1780–2010: Chapter C" (PDF). American Academy of Arts and Sciences. مؤرشف من الأصل (PDF) في 2016-04-08. اطلع عليه بتاريخ 2014-07-29.
23. 1 2  St. Louis Walk of Fame. "St. Louis Walk of Fame Inductees". stlouiswalkoffame.org. مؤرشف من الأصل في 2018-10-08. اطلع عليه بتاريخ 2010-06-17.
24. ↑  "Cori House - Cori Crater - Extraterrestrial Locations on Waymarking.com". Waymarking.com. مؤرشف من الأصل في 2018-08-02. اطلع عليه بتاريخ 2014-02-07.
25. ↑  "Francis P. Garvan-John M. Olin Medal". American Chemistry Society. مؤرشف من الأصل في 2012-11-10. اطلع عليه بتاريخ 2010-06-17.
26. ↑  Keim، Brandon (10 يناير 2008). "U.S. Postal Service Gets Scientific With New Stamps". wired.com. مؤرشف من الأصل في 2013-11-12. اطلع عليه بتاريخ 2010-06-17.
27. ↑  Associated Press (15 يناير 2008). "Stamp Honoring Biochemist Bears Error". Fox News. مؤرشف من الأصل في 2018-11-05. اطلع عليه بتاريخ 2010-06-17.
28. ↑  United States Postal Service (6 مارس 2008). "Four Legends of American Science Now on U.S. Postage Stamps". usps.com. مؤرشف من الأصل في 2010-03-06. اطلع عليه بتاريخ 2010-06-17.
29. ↑  "PROFESSIONAL AWARDS". Iota Stigma Pi: National Honor Society for Women in Chemistry. مؤرشف من الأصل في 2019-04-17. اطلع عليه بتاريخ 2014-12-16.
30. ↑  Gardner، A. L. (1997). "Gerty Cori, Biochemist, 1896-1957" (PDF). Women Life Scientists: Past, Present, and Future – Connecting Role Models to the Classroom Curriculum. American Physiological Society. مؤرشف من الأصل (PDF) في 2012-03-04. اطلع عليه بتاريخ 2010-06-24.
31. ↑  "NERSC-8 supercomputer". مؤرشف من الأصل في 17 مايو 2019. اطلع عليه بتاريخ أكتوبر 2020. {{استشهاد ويب}}: تحقق من التاريخ في: |تاريخ الوصول= (مساعدة)
32. ↑  Washington University School of Medicine. "Gerty Theresa Cori". Bernard Becker Medical Library. مؤرشف من الأصل في 2018-09-23. اطلع عليه بتاريخ 2010-06-17.
33. ↑  "Nobels All Around". مؤرشف من الأصل في 2016-04-19. اطلع عليه بتاريخ 2012-09-23.
34. ↑  "Anne Cori". مؤرشف من الأصل في 2015-10-17. اطلع عليه بتاريخ 2012-09-23.

## وصلات خارجية
- جرتي كوري على موقع الموسوعة البريطانية (الإنجليزية)
- جرتي كوري على موقع الموسوعة البريطانية (الإنجليزية)
- جرتي كوري على موقع مونزينجر (الألمانية)
- جرتي كوري على موقع إن إن دي بي (الإنجليزية)
- مقالة «أمجاد العقل البشري» كتابة جرتي كوري.
- ذكرى برناردو هوساي لجرتي تيريزا كوري.
- تذكارات جرتي كوري.
- محاضرة جائزة نوبل لكارل وجرتي كوري.
- مذكرات السيرة الذاتية خاصة بالأكاديمية الوطنية للعلوم.